# Регалбуто
Регалбуто (итал. Regalbuto) је насеље у Италији у округу Ена, региону Сицилија.
Према процени из 2011. у насељу је живело 6811 становника. Насеље се налази на надморској висини од 501 м.

## Становништво
Према резултатима пописа становништва 2011. у општини је живело 7.388 становника.
| 1931.  | 1936.  | 1951.  | 1961.  | 1971.  | 1981. | 1991. | 2001. | 2011. |
| ------ | ------ | ------ | ------ | ------ | ----- | ----- | ----- | ----- |
| 10.447 | 11.218 | 11.768 | 11.239 | 10.159 | 7.621 | 7.981 | 7.744 | 7.388 |